# The Blacksmith's Love
Pour plus de détails, voir Fiche technique et Distribution.
The Blacksmith's Love est un film muet américain réalisé par Francis Boggs et sorti en 1911.

## Fiche technique
- Titre : The Blacksmith's Love
- Réalisation : Francis Boggs
- Scénario : Francis Boggs
- Producteur : William Selig
- Société de production : Selig Polyscope Company
- Pays d'origine :  États-Unis
- Format : Noir et blanc — 35 mm — 1,33:1
- Genre : Film dramatique
- Dates de sortie : 
  -  États-Unis : 17 août 1911

## Distribution
- Tom Santschi : le forgeron
- Herbert Rawlinson
- Frank Richardson
- Frank Clark
- Fred Huntley
- Eugenie Besserer : Mary
- Anna Dodge : la mère du forgeron
- Betty Harte